# Lajoskomárom
Lajoskomárom is een plaats (nagyközség) en gemeente in het Hongaarse comitaat Fejér. Lajoskomárom telt 2336 inwoners (2001).